# Phalacrotophora quadrimaculata
Phalacrotophora quadrimaculata är en tvåvingeart som beskrevs av Schmitz 1926. Phalacrotophora quadrimaculata ingår i släktet Phalacrotophora och familjen puckelflugor. Inga underarter finns listade i Catalogue of Life.